# Charles Howard (vicomte de Morpeth)
Pour les articles homonymes, voir Charles Howard et Howard.
Charles Howard, vicomte de Morpeth (bap. 22 mai 1719 – 9 août 1741) est un député britannique.

## Biographie
Howard est le fils aîné de Henry Howard (4e comte de Carlisle), et de sa première épouse Françoise, fille de Charles Spencer (3e comte de Sunderland). Il porte le titre de courtoisie de vicomte de Morpeth en 1738, lorsque son père devient comte. Il part faire un Grand Tour, et après son retour, est élu à la Chambre des Communes en tant que l'un des deux représentants de Yorkshire en mai 1741. Comme son père, il est dans l'opposition Whig.
Au moment de sa nomination, Morpeth est déjà souffrant. Sa maladie donne aux partisans du ministère Walpole et l'opposition Whigs le temps pour préparer les élections qui pourrait se produire au moment de sa mort. Il est mort au Château Howard le 9 août. La cause de sa mort semble avoir été une maladie vénérienne qu'il a contracté en Italie et caché jusqu'à ce qu'il soit incurable.
Lors de l'élection partielle, le candidat ministériel Whig, Cholmley Turner, bat George Fox, le Tory.